# ارنستو برتارلی
ارنستو برتارلی، (به انگلیسی: Ernesto Bertarelli) (زاده ۲۲ سپتامبر ۱۹۶۵) کارآفرین، بازرگان، سرمایه‌دار، نیکوکار و ورزشکار سوئیسی زاده ایتالیا است، که در سال ۲۰۱۳ با دارایی خالص ۱۲ میلیارد دلار، از سوی مجله فوربز به‌عنوان ثروتمندترین فرد سوئیس شناخته شد.